# سوفتسكاي (أوكروغ خانتي-مانسي الذاتية)
سوفتسكاي، أوكروغ خانتي - مانسي الذاتية (بالروسية: Советский) هي إحدى مدن روسيا في الكيان الفدرالي الروسي أوكروغ خانتي - مانسي الذاتية.